# Jüdische Gemeinde Denting

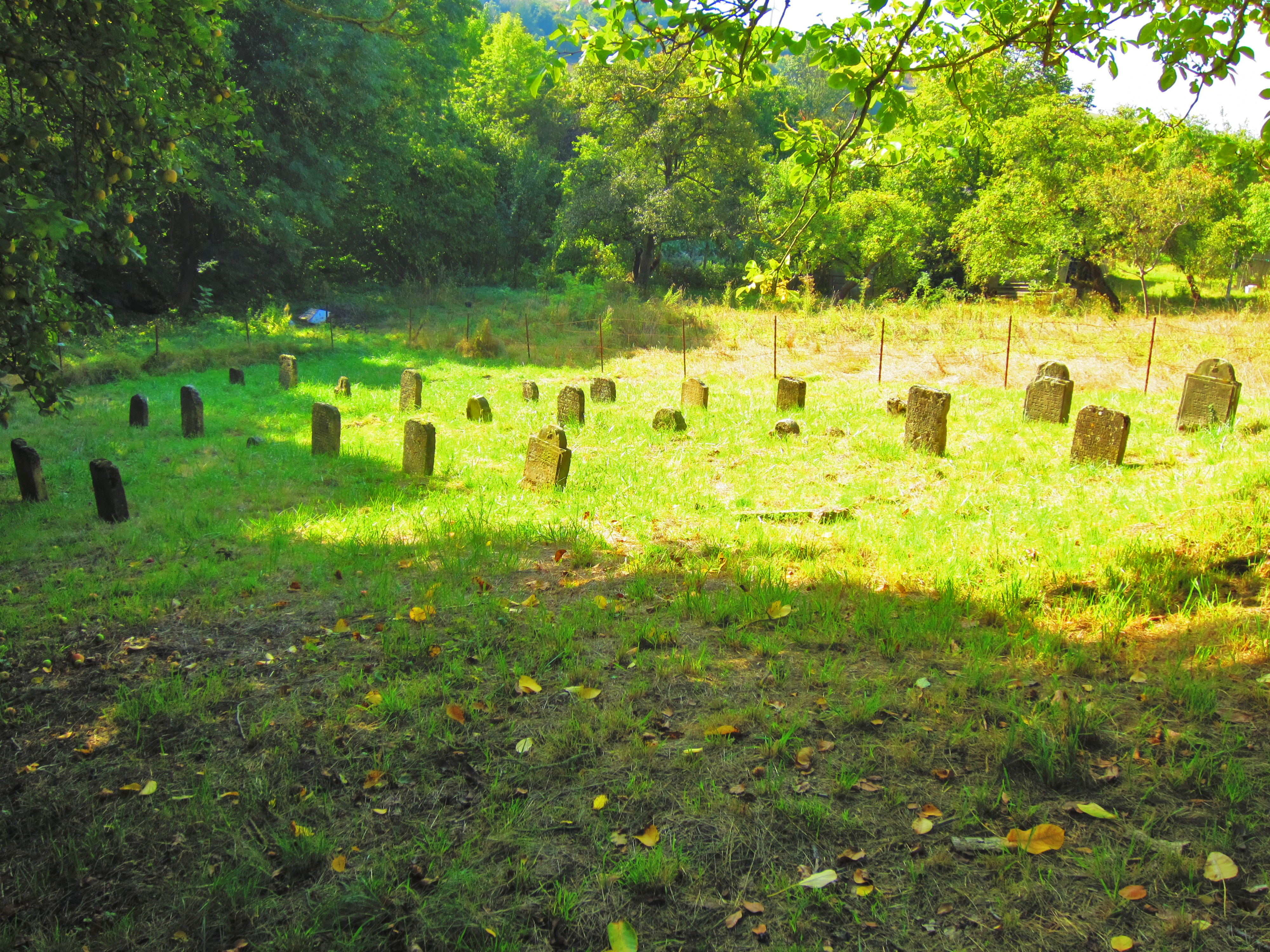
Jüdischer Friedhof in Denting

Eine Jüdische Gemeinde in Denting, einer französischen Gemeinde im Département Moselle in Lothringen, bestand spätestens seit dem 17. Jahrhundert.

## Geschichte
Die jüdische Gemeinde von Denting zählte 1793, als das Gebiet von Frankreich annektiert wurde, 50 Personen. Die Gemeindemitglieder besuchten zum Gottesdienst die Synagoge im benachbarten Boulay. Jedoch hatten sie einen eigenen jüdischen Friedhof an der Landstraße. Das genaue Datum seiner Errichtung ist nicht bekannt. Die Juden in Denting gehörten seit 1808 zum israelitischen Konsistorialbezirk Metz.